# Flashdance (trilha sonora)
Flashdance é a trilha sonora do filme Flashdance, lançado em 1983. Trilha do filme homônimo, foi produzido por Don Simpson e Jerry Bruckheimer e estrelado por Jennifer Beals e Michael Nouri. Vendeu mais de 20 milhões de cópias em todo o mundo.
O filme se passa nos EUA (em Pittsburgh, Pensilvânia) e Alex segue uma dançarina exótica e e seu sonho de se tornar um bailarino profissional. Em 1984, o álbum recebeu uma indicação ao Grammy de Álbum do Ano. 
O álbum promoveu dois singles: "Flashdance... What a Feeling", de Irene Cara, e "Maniac", de Michael Sembello, e ambos os singles destes alcançou a posição número 1 na Billboard entre as 100 mais tocadas e vendidas nos EUA. A faixa "Romeo", de Donna Summer foi lançado como um vídeo promocional para a MTV antes do lançamento do filme, composta apenas de releituras do filme. No entanto, a canção não foi lançada nas rádios no verão de 1983 pois estava à beira de lançar seu próximo álbum (She Works Hard for the Money) e a faixa-título já estava se tornando um grande sucesso.
A música em Flashdance foi supervisionado por Phil Ramone. Existem várias partituras de música usada no filme que não aparecem no álbum da trilha sonora, incluindo "Gloria" de Laura Branigan, "I Love Rock and Roll" de Joan Jett e os Blackhearts, e "Adagio in G Minor", de Tommaso Albinoni. A faixa-título "Flashdance ... What a Feeling" foi originalmente gravada por Joe Esposito antes de Irene Cara foi convidado a gravar novamente, uma vez que seria a partir da perspectiva feminina.
O LP Flashdance foi um enorme sucesso, vendendo mais de 6 milhões de cópias nos os EUA e um milhão no Japão. Ele foi certificado ouro pela RIAA em 17 de junho de 1983. No Japão, o álbum liderou as paradas por 11 semanas no total, e tornou-se o álbum mais vendido de 1983. 
Tornou-se também multi-platina em 12 de outubro de 1984 e novamente anos depois, em 21 de junho de 1996. 

## Faixas
1. "Flashdance... What a Feeling"  (Giorgio Moroder, Keith Forsey, Irene Cara) interpretado por Irene Cara - 3:53
2. "He's a Dream"  (Shandi Sinnamon, Ronald Magness) interpretado por Shandi Sinnamon - 3:28
3. "Love Theme from "Flashdance"  (Giorgio Moroder) interpretado por Helen St. John - 3:27
4. "Manhunt" (Doug Cotler, Richard Gilbert) interpretado por Karen Kamon - 2:36
5. "Lady, Lady, Lady"  (Giorgio Moroder, Keith Forsey) interpretado por Joe Esposito  - 4:09
6. "Imagination"  (Michael Boddicker, Jerry Hey, Phil Ramone, Michael Sembello) interpretado por Laura Branigan - 3:35
7. "Romeo"  (Pete Bellotte, Sylvester Levay) interpretado por Donna Summer - 3:13
8. "Seduce Me Tonight"  (Giorgio Moroder, Keith Forsey) interpretado por Cycle V  - 3:31
9. "I'll Be Here Where the Heart Is"  (Kim Carnes, Duane Hitchings, Craig Krampf) interpretado por Kim Carnes - 4:36
10. "Maniac"  (Michael Sembello, Dennis Matkosky) interpretado por Michael Sembello  - 4:04